# Манастир Светог Пантелејмона у селу Горњи Нерези
Манастир Светог Пантелејмона Нерези је стара византијска црква из средине 12. века која се налази у селу Горњи Нерези, недалеко од Скопља.
Према ктиторском натпису на грчком језику који се налази изнад улаза у манастирску цркву, види се да ју је подигао 1164. године, рођак тадашњег византијског цара Манојла I Комнина (1143—1180), Алексије Анђел (Комнин).
Помиње се 1300. године у повељи краља Милутина (1282—1321) којим се он потврђује као метох манастира Светог Ђорђа на Серави.
Сама црква има основу уписаног крста са припратом, четири мања кубета у угловима цркве и једним већим изнад средишњег дела цркве, по чему подсећа на манастирске цркве у Старом Нагоричану и Матејићу.
Значајна је по аутентичним фрескама из 12. века које представљају један од најзначајнијих приказа византијске уметности и најбољи приказ епохе византијског сликарства под Комнинима.
Поред њих, у манастирској цркви се налазе и оне рађене у 16. веку после земљотреса из 1555. године и 19. века.

## Најзначајније фреске
Живопис у цркви је најочуванији у наосу, док се најстарије и најзначајније фреске налазе у самом броду и олтарском делу.
Једна од занимљивости живописа је и представа руског светитеља Светог Јакова који је био ростовски епископ и који је канонизован 1549. године.
Најзначајније фреске из 12. века века су:
- Оплакивање Христа
- Скидање са крста
- Преображење
- Сретење

Фреске карактеришу одмереност у приказу ликова и покрета и хармонија боја, као и специфичне одлике које се јављају при приказивању људи којима су дати живи и реалистични ликови са пуним изразом и покретом.
На фресци Оплакивање Христа се јавља један од првих покушаја да се уведе реализам у фрескосликарство приказом нежности и материнства кроз став Богородице и њен пољубац.
Велико уметничко достигнуће аутора фресака потврђује и композиција Скидање са крста на којој је изванредно приказан бол мајке за изгубљеним сином.